# Marion Mortefon
Marion Mortefon (* 1. Juni 1992 in Narbonne) ist eine französische Windsurferin. Die bisher größten Erfolge ihrer Karriere sind der Slalom-Weltmeistertitel 2022 sowie der Foil-Weltmeistertitel 2021.

## Biografie
Mortefon begann im Alter von zehn Jahren mit dem Windsurfen. 2010 debütierte sie beim Event in Alaçatı (Türkei) und erreichte auf Anhieb den zehnten Rang. Nachdem sie zunächst nur an vereinzelten Events teilnahm fährt sie seit 2015 alle Events der Slalom Tour mit. Gleich im ersten „vollen Jahr“ errang sie am Ort ihres Debüts ihren ersten Podestplatz hinter Sarah-Quita Offringa. In den Jahren 2017 und 2018 konnte sie sich dann fest unter den besten Slalom-Fahrerinnen der Welt etablieren und wurde jeweils Dritte des Endklassements. 2019 konnte sie erstmals den Vizeweltmeistertitel erringen und wurde zudem Dritte der Foil-Wertung. Am Ende der Saison konnte sie ferner ihren ersten World-Cup-Sieg in Nouméa (Neukaledonien) einfahren.
Mortefon lebt in Leucate. Der Slalom-Weltmeister Pierre Mortefon ist ihr Bruder.

## Erfolge

### World Cup Wertungen
| Saison | Slalom | Slalom | Foil  | Foil   |
| Saison | Platz  | Punkte | Platz | Punkte |
| ------ | ------ | ------ | ----- | ------ |
| 2010   | 17.    | 3441   | –     | –      |
| 2011   | 17.    | 1836   | –     | –      |
| 2012   | 18.    | 8174   | –     | –      |
| 2013   | 8.     | 3474   | –     | –      |
| 2014   | 13.    | 2001   | –     | –      |
| 2015   | 5.     | 5937   | –     | –      |
| 2016   | 12.    | 3474   | –     | –      |
| 2017   | 3.     | 3000   | –     | –      |
| 2018   | 3.     | 29.800 | –     | –      |
| 2019   | 2.     | 30.600 | 3.    | 20.200 |
| 2021   | 2.     | 10.200 | 1.    | 10.300 |
| 2022   | 1.     | 10.300 | –     | –      |
| 2023   | 3.     | 30.400 | –     | –      |

### World Cup Siege
- 18 Podestplätze, davon drei Siege:

| Datum               | Ort      | Land          | Disziplin |
| ------------------- | -------- | ------------- | --------- |
| 18.11. – 23.11.2019 | Nouméa   | Neukaledonien | Slalom    |
| 21.06. – 25.06.2021 | Tiberias | Israel        | Foil      |
| 11.11. – 15.11.2022 | Yokosuka | Japan         | Slalom    |